# LGV Sud-Est
Pour l’article homonyme, voir TGV Sud-Est (matériel roulant ferroviaire).
La LGV Sud-Est, ou ligne nouvelle 1 (LN1), est une ligne à grande vitesse française longue de 409 km, reliant les environs de Paris (Combs-la-Ville) aux environs de Lyon (Sathonay-Camp). À partir de Paris-Gare-de-Lyon ou de certaines gares d'Île-de-France, elle permet de desservir tout le grand sud-est du pays, mais aussi la Suisse, l'Italie et l'Espagne.
Elle résulte du conseil interministériel du 5 mars 1974, au cours duquel le Premier ministre donna le « feu vert » au projet de la SNCF de créer une voie ferrée à très grande vitesse reliant Lyon à Paris et desservant de ce fait tout le sud-est de la France,.
Sa mise en service partielle en 1981, avec l'inauguration du premier tronçon entre Saint-Florentin (Yonne) et Sathonay (Rhône) le 22 septembre, a durablement marqué le renouveau du transport ferroviaire de voyageurs, et ouvert le chapitre de la grande vitesse ferroviaire en France.
Elle constitue la première section de la ligne no 752 000 du réseau ferré national, sous la dénomination « Ligne de Combs-la-Ville à Saint-Louis (LGV) », celle-ci étant également constituée de la LGV Rhône-Alpes et d'une partie de la LGV Méditerranée.
Elle est la première ligne française à être équipée de la signalisation européenne ETCS après sa construction.

## Le tracé
La LGV traverse 175 communes situées dans cinq départements, soit du nord au sud : la Seine-et-Marne, l'Yonne, la Côte-d'Or, la Saône-et-Loire et l'Ain, ainsi que la métropole de Lyon. La compatibilité du TGV avec le réseau classique a permis d'éviter de construire de nouvelles infrastructures en zone urbaine dense, à la sortie de Paris et de Lyon. Le tracé de la ligne nouvelle représente une longueur de 389 km, pour une distance ferroviaire totale de Paris-Gare-de-Lyon à la gare de Lyon-Part-Dieu égale à 427 km ou 391 km à vol d'oiseau.
Avant la mise en service le 13 juin 1983 de la gare de Lyon-Part-Dieu, le TGV reliait Paris-Gare-de-Lyon aux gares de Lyon-Brotteaux et de Lyon-Perrache.

Le parcours de la LGV Sud-Est et ses raccordements avec la ligne classique sur le territoire de la région de Bourgogne et le maillage des lignes des régions Bourgogne et Franche-Comté.

Ce tracé direct, qui évite toutes les agglomérations entre Paris et Lyon, notamment Dijon, permet un gain de 84 km par rapport à la ligne historique (511 km) aménagée sous le Second Empire. Il ne comporte aucun tunnel, mais admet des rampes allant jusqu'à 35 pour mille (3,5 mètres tous les 100 mètres).
La LGV comporte quatre raccordements avec le réseau classique :
- de Saint-Florentin pour l'entrée des dessertes venant de Melun ;
- de Pasilly à Aisy (15 km) pour la desserte de Dijon ;
- de Mâcon (vers Chalon-sur-Saône) pour la desserte du parc postal de Mâcon-Loché ;
- de Pont-de-Veyle (6 km) pour les dessertes en direction de Bourg-en-Bresse et des Savoies.

Elle comporte en outre deux raccordements de service au réseau classique, non électrifiés, destinés à l'accès des trains de travaux. Ils se situent à Montereau, et en gare du Creusot TGV.
L'autoroute A5 est jumelée avec elle sur 60 km et avec la voie express RN 79 Digoin - Mâcon sur 15 km. Sur toute sa longueur, une emprise de 5 m de large a été réservée à la pose d'une artère de télécommunication.
Le court tronçon de Combs-la-Ville à la bifurcation de Moisenay (17 km) est devenu une simple section de délestage à partir de 1996 : la plupart des rames empruntent, depuis cette date, la ligne de Villeneuve-Saint-Georges à la bifurcation de Moisenay, branche ouest de la LGV Interconnexion Est.

## Caractéristiques de la ligne
La LGV occupe une surface de 1 600 hectares (à titre de comparaison l'aéroport de Roissy occupe 3 200 hectares), soit une largeur moyenne de 40 m.
La plate-forme a 13 m de large, avec un entraxe des voies de 4,2 m.
Elle a été conçue pour une vitesse nominale de 300 km/h, avec sur le tracé en plan des courbes d'un rayon minimal de 4 000 m (toutefois sept courbes ont un rayon inférieur, mais de 3 200 m minimum).

### Éléments composant la LGV
La LGV comporte 17 grands ouvrages d'art, et 780 ouvrages d'art courants. Elle est entourée sur 850 km de clôtures et de caniveaux de signalisation. Ses voies principales mesurent 778 km de long (pour 847 km de voie au total)[réf. nécessaire].
La LGV est composée de 116 appareils de voie, de 1,4 million de traverses (soit 1 666 au km), de 3,3 millions de tonnes de ballast et, enfin, de 102 000 tonnes de rails[réf. nécessaire].

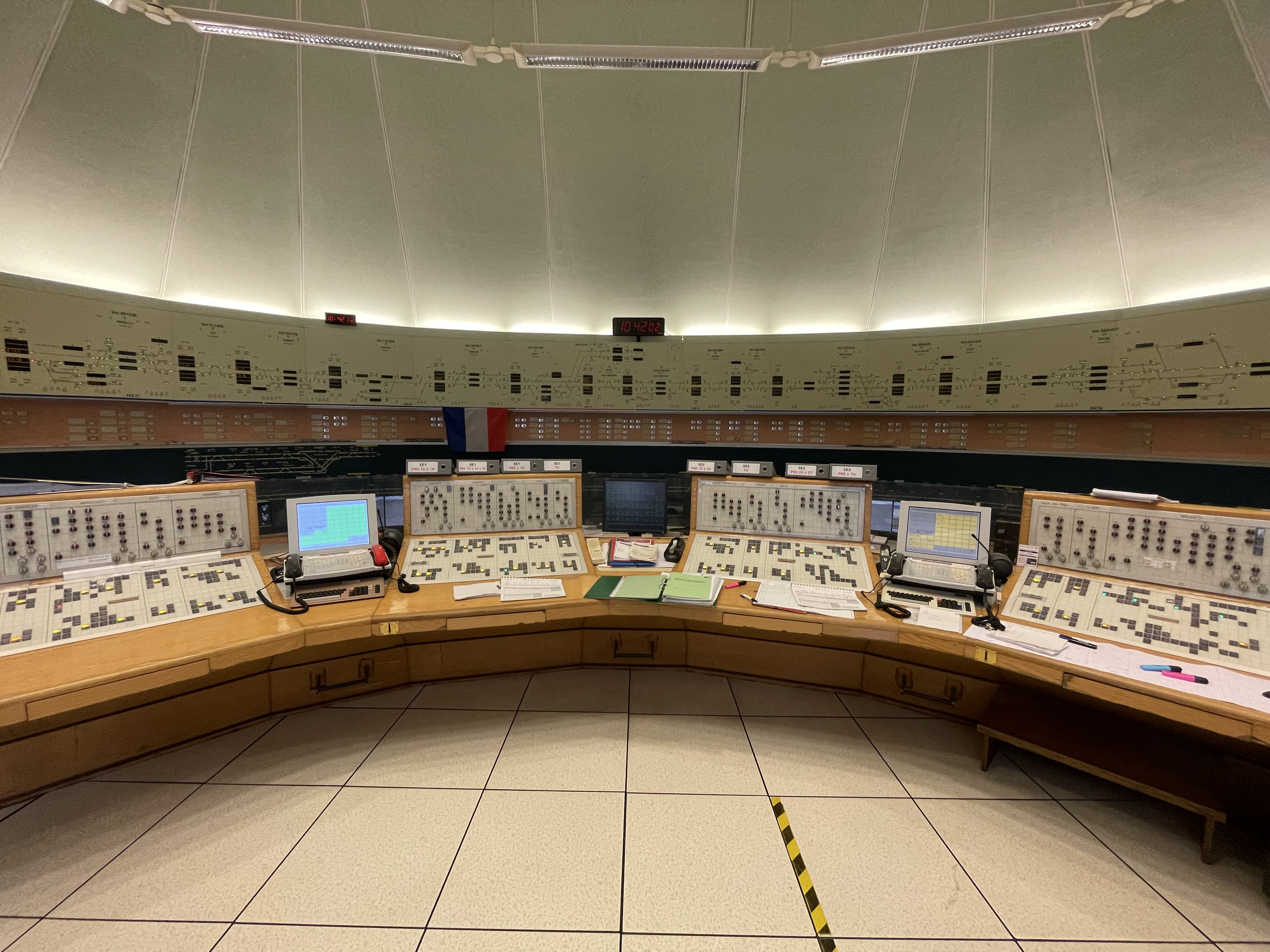
Poste de régulation de la ligne LGV Sud Est

La voie est formée de rails type UIC 60 (60,3 kg/m) posés en barres longues de 288 m soudées sur chantier en longs rails soudés (LRS) (sauf sur certains ouvrages d'art). Les traverses en béton d'une longueur de 2,41 m sont du type bi-blocs, formées de deux blochets de béton reliés par une entretoise métallique.
Parmi les 116 appareils de voie, quatre sont franchissables à 220 km/h (aiguillages vers les raccordements d'Aisy et de Mâcon) et soixante-dix-huit à 160 km/h (jonctions entre les deux voies, à raison d'une tous les 20 km). Tous ces appareils étaient télécommandés par le PAR (poste d'aiguillage et de régulation) situé près de la gare de Lyon, le PAR étant relayé sur le terrain par dix-huit postes d'aiguillage tout relais à transit souple (PRS) dans lesquels se trouvent notamment les salles de relais. Après le 12 novembre 2024, la connexion de l'ETCS alors nouvellement mis en place au Poste de Comande Centralisé de Lyon remplace ces postes.
L'électrification en 25 kV 50 Hz fait appel à huit sous-stations alimentées par Réseau de transport d'électricité (RTE) en 225 kV alternatif. La caténaire est alimentée par un câble feeder en opposition de phase, ce qui équivaut à une alimentation en 50 kV et renforce la puissance disponible, une rame pouvant appeler jusqu'à 14 000 kW. La caténaire, composée de 1 000 km de fil de contact en cuivre, est soutenue par 15 900 supports caténaire[réf. nécessaire].
La signalisation fait appel à des circuits de voie à haute fréquence, les indications étant transmises en cabine, sur le pupitre de conduite. On ne trouve donc sur le bord de la voie que des panneaux indiquant les limites de cantons, mais aucun signal[réf. nécessaire].

### Vitesses limites
| De                                                       | A                                 | Vitesse maxi |
| -------------------------------------------------------- | --------------------------------- | ------------ |
| Bifurcation de Villeneuve-Saint-Georges (Créteil) PK 0,0 | PK 1,1                            | 140 km/h     |
| PK 1,1                                                   | PK 11,6                           | 160 km/h     |
| PK 11,6                                                  | PK 18,7 (Bifurcation de Moisenay) | 270 km/h     |
| PK 18,7 (Bifurcation de Moisenay)                        | PK 205,5                          | 300 km/h     |
| PK 205,5                                                 | PK 226,9                          | 270 km/h     |
| PK 226,9                                                 | PK 254,6                          | 300 km/h     |
| PK 254,6                                                 | PK 336,7                          | 270 km/h     |
| PK 336,7                                                 | Bifurcation de Montanay           | 300 km/h     |
| Bifurcation de Montanay                                  | Bifurcation de Sathonay           | 270 km/h     |
|                                                          |                                   |              |
| Bifurcation de Lieusaint                                 | Bifurcation de Moisenay           | 270 km/h     |

## Gares
La LGV comporte deux nouvelles gares de passage :
- Le Creusot - Montceau - Montchanin, située sur le territoire de la commune d'Écuisses ;
- Mâcon-Loché-TGV.

Dotées d'une architecture très simple, à l'écart des agglomérations, ces gares comportent deux quais latéraux et quatre voies, les deux voies centrales étant réservées aux trains sans arrêt, les voies latérales étant utilisées pour les trains assurant leur desserte.

## Historique

### Chronologie
- 10 juillet 1967 : lancement par la direction de la Recherche de la SNCF du projet C 03 sur la grande vitesse, intitulé « Possibilités ferroviaires sur infrastructures nouvelles ».
- 5 mars 1974 : approbation du projet de ligne nouvelle par un conseil interministériel[2].
- 23 mars 1976 : déclaration d'utilité publique ; le décret est signé par Jacques Chirac, Premier ministre.
- 7 décembre 1976 : commencement de travaux à Écuisses.
- 14 juin 1979 : début de la pose des rails près de Montchanin.
- 20 novembre 1980 : fin de la pose de la voie (jonction des deux chantiers de pose à Cluny).
- 26 février 1981 : le TGV Sud-Est no 16 établit le record du monde de vitesse sur rail à 380 km/h entre Courcelles-Frémoy et Dyé dans une portion de la LGV en légère descente.
- 22 septembre 1981 : inauguration du premier tronçon (Saint-Florentin - Sathonay) à Montchanin par le président de la République, François Mitterrand.
- 27 septembre 1981 : première mise en service commerciale.
- 25 septembre 1983 : mise en service du tronçon nord (Combs-la-Ville - Saint-Florentin).
- 13 décembre 1992 : mise en service du tronçon nord de la LGV Rhône-Alpes (de Montanay à Saint-Quentin-Fallavier).
- 14 décembre 1992 : déraillement sans gravité à 270 km/h d'un TGV Annecy - Paris en amont de la gare de Mâcon-Loché-TGV. Plusieurs personnes qui attendaient sur le quai un TGV Genève - Paris sont légèrement blessées par des projections de ballast[10].
- 26 mai 1994 : mise en service de la LGV Interconnexion Est (liaison avec la LGV Nord).
- 18 mars 1996 : début des travaux de rénovation de la LGV Sud-Est (remplacement du ballast et des appareils de voie, travaux prévus pour durer pendant dix ans).
- 2 juin 1996 : mise en service de la jonction avec Villeneuve Saint-Georges par le triangle de Coubert.
- Du 9 au 12 novembre 2024 : mise en service technique de l'ETCS sur la ligne et de la commande centralisée[11],[12].

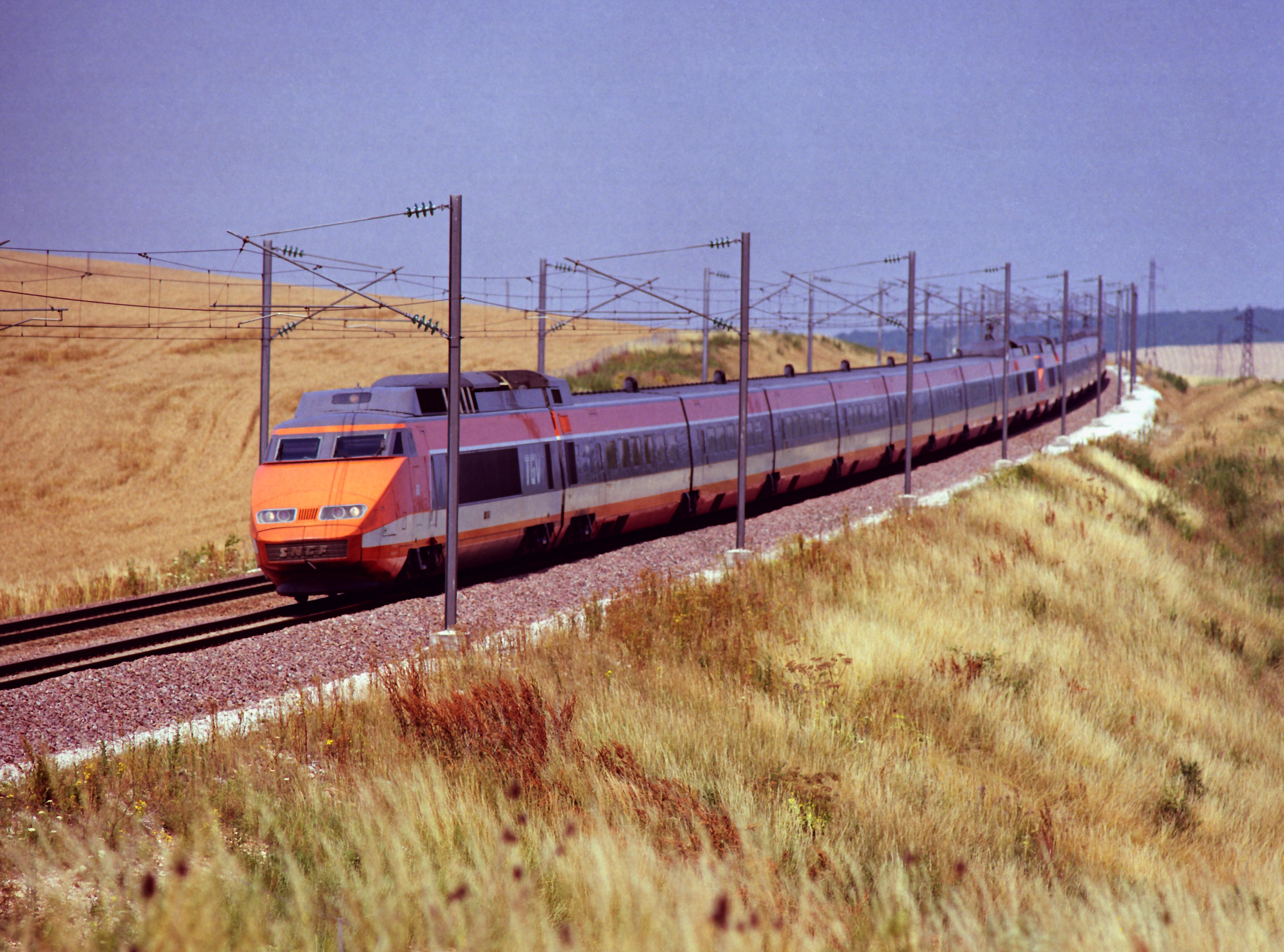
Une rame TGV Sud-Est en livrée orange originale, se dirige vers Dijon en juillet 1984.
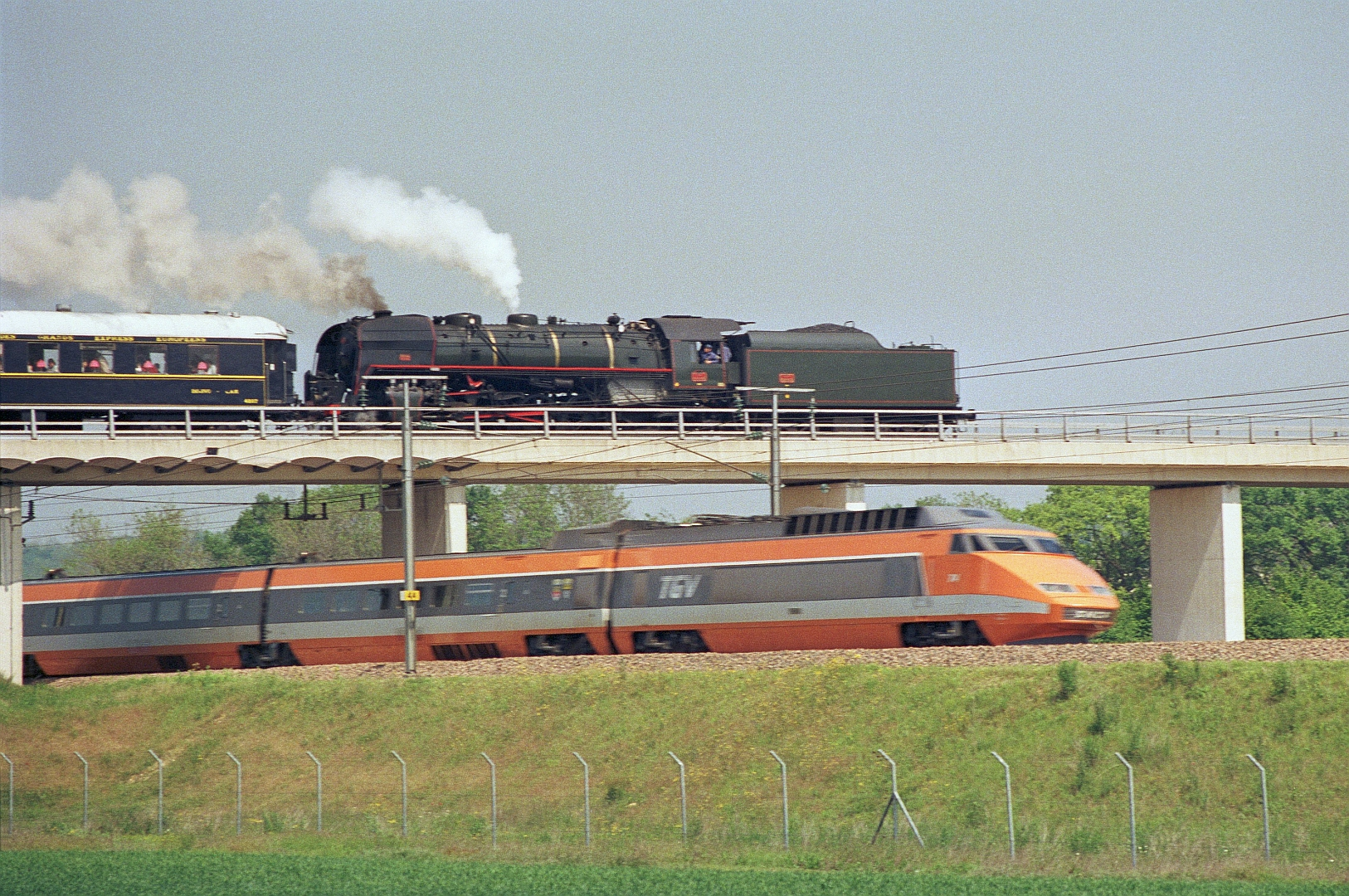
A Montereau, la LGV Sud-Est croise la ligne de Flamboin-Gouaix à Montereau, empruntée par quelques trains spéciaux jusque dans les années 1980.
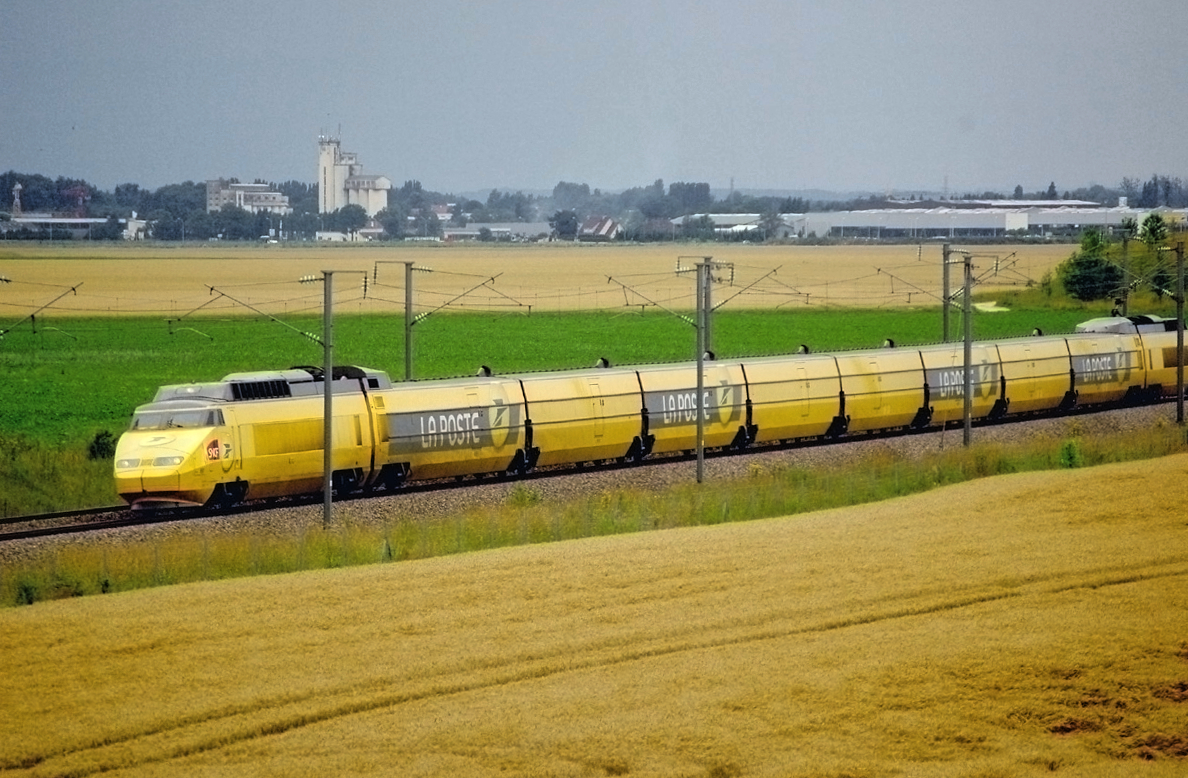
Une rame TGV postal à proximité de Chevry-Cossigny (Seine-et-Marne).

### Une ligne nouvelle vers le sud-est
En 1938, la SNCF hérite du réseau ferroviaire français construit au XIXe siècle dont les courbes serrées permettent rarement d'atteindre les 200 km/h, malgré les progrès des locomotives électriques. Par ailleurs, elle se heurte à la saturation de certains tronçons de la « ligne impériale » reliant Paris à Lyon et Marseille, le coût d'un passage complet à quatre voies apparaissant prohibitif.
Dans les années 1960, il apparaît opportun de doubler la ligne Paris – Lyon par une ligne entièrement nouvelle qui serait tracée pour des vitesses supérieures à 250 km/h afin de relier les deux villes en 2 h et d'accélérer les liaisons vers le Sud-Est et la Méditerranée. Cette ligne à grande vitesse est inspirée par le précédent du Shinkansen Tōkaidō, ouvert au Japon en 1964 entre Tokyo et Osaka. La SNCF se lance aussi, en parallèle, dans la conception d'un matériel apte à la grande vitesse mais compatible avec le réseau existant : c'est la naissance du TGV. Le projet « Possibilités ferroviaires sur infrastructures nouvelles », aussi appelé C 03, est lancé en toute discrétion le 10 juillet 1967.
Le tracé retenu relie Lieusaint (Seine-et-Marne), au sud de Paris, à la gare de Sathonay-Camp, dans la banlieue nord de Lyon. Il ne comporte aucun tunnel afin de réduire le coût de construction. Pour s'accommoder du relief, le dénivelé maximal est porté à 35 mm/m, une valeur inadmissible sur une ligne classique mais rendue possible par la puissance des TGV. Relativement rectiligne, le tracé est plus court de 80 km que la ligne impériale, qui effectue un détour par Dijon. Face à la protestation du maire de Dijon, la SNCF ajoute un raccordement au niveau de Montbard permettant à la ville d'être desservie par le TGV. Deux nouvelles gares sont incluses au Creusot et à Mâcon.
Le 6 mars 1974, le Conseil des ministres présidé par Georges Pompidou valide définitivement le projet de Ligne Nouvelle Sud-Est. Cette décision marque ainsi la fin de l'aérotrain, le concurrent du TGV, qui avait le défaut d'être dépendant du pétrole et n'était pas compatible avec le réseau existant. L'enquête publique débute en avril 1975 et la déclaration d'utilité publique (DUP) est signée le 23 mars 1976. En raison du plan d'austérité instauré par le gouvernement Barre, la construction est phasée : une première partie de Saint-Florentin à Sathonay est prévue pour 1981, puis une seconde en 1983 amenant la ligne aux portes de Paris.

### Travaux de construction de la ligne
Lors de la construction 48,1 millions de m3 de matériaux (déblais, remblais, etc.) ont été déplacés.

## Projets

### Nouvelles jonctions
Une jonction de Troyes à la LGV Sud-Est est étudiée afin de mettre fin à l'enclavement ferroviaire de la ville[source insuffisante].
Une autre jonction et envisagée entre la gare du Creusot TGV et la ligne classique Nevers-Dijon. Celle ci serait réalisée dans le cadre de l'électrification de la ligne classique afin de permettre aux TGV venant de Dijon de réduire leurs temps de parcours vers Lyon.

### Installation de l'ETCS
Depuis les années 2000, la SNCF s'inquiète de la saturation de la ligne, le trafic augmentant sans cesse.
Les facteurs limitant le nombre de trains résultent d'abord de la gestion de la ligne (espacement entre deux trains, ralentissement et accélération, …) mais aussi des connexions avec les voies classiques (aiguillages, insertion de trains, …). Il y a ensuite la capacité limitée d'accueil des gares, qui ne peuvent avoir à quai qu'un certain nombre de trains (Paris-Gare-de-Lyon et la gare de Lyon-Part-Dieu principalement). Les infrastructures de la voie (rails, caténaires, aiguillages, …), si l'on omet les distances de sécurité peuvent supporter en théorie un train toutes les une à deux minutes,.
Pour ce problème, la première idée est de créer la LGV Paris Orléans Clermont-Ferrand Lyon (LGV POCL), permettant ainsi de décharger la ligne existante et de desservir, par des TGV, les villes d'Orléans, Bourges, Clermont-Ferrand. En outre, elle déchargerait, d'une part, Paris-Gare-de-Lyon, la gare d'Austerlitz étant choisie pour recevoir les trains de cette ligne, et, d'autre part, la gare de Lyon-Part-Dieu car un contournement aurait permis l'évitement de Lyon. Mais ce projet est suspendu depuis 2018,, car jugé non rentable au vu des nouvelles solutions se présentant.
Vient ensuite le système européen de contrôle des trains niveau 2 (ETCS : European Train Control System en anglais), qui doit être installé sur cette ligne dans le cadre des corridors européens. Il permettra de faire passer trois trains de plus à l'heure et, à terme, d'améliorer sensiblement les connexions avec les lignes classiques. Cette solution a commencé à être mise en place en 2019 pour une mise en service prévue en 2025. La mise en service technique de ce système a entrainé la fermeture de la ligne durant la période du 9 au 12 novembre 2024,. Cependant, bien que l'ETCS niveau 2 soit installé, la signalisation reste en évolution afin de passer à l'ETCS niveau 2 hybride en 2030.

## Dans la culture
La ligne est mentionnée dans le jeu vidéo Meurtre à grande vitesse sur Amstrad CPC, où le joueur doit retrouver l'auteur du meurtre du sénateur Pérignac à bord du TGV Paris-Lyon.